# Iglesia de la Asunción de Nuestra Señora (Fuentes Calientes)
La iglesia de la Asunción de Nuestra Señora es una iglesia parroquial católica del siglo XVI y de estilo gótico-renacentista situada en la localidad turolense de Fuentes Calientes (España).
Se trata de un templo con una nave de tres tramos de planta rectangular y con una capilla mayor de forma poligonal, además de capillas situadas entre los contrafuertes. La cubierta es una bóveda de crucería estrellada.
Cuenta con una torre en la cabecera, del lado de la espístola, de planta cuadrada, de mampostería y sillería, con gárgolas y un chapitel de forma piramidal.